# عقاب الحيات الجبلية
عقاب الحيات الجبلية (الاسم العلمي Spilornis kinabaluensis)، طائر جارح من النعبول وفصيلة البازية. موطنه شمال بورنيو. تعيش في الغابات ارتفاعات تتراوح بين 1,000–4,100 م. إنها مهددة بفقدان موائلها الطبيعية.